# Anacroneuria co-5
Anacroneuria co-5 är en bäcksländeart som beskrevs av Stark, Zúñiga, Rojas och Martha Lucia Baena 1999. Anacroneuria co-5 ingår i släktet Anacroneuria och familjen jättebäcksländor. Inga underarter finns listade i Catalogue of Life.